# Monte San Giacomo
Monte San Giacomo è un comune italiano di 1 372 abitanti della provincia di Salerno in Campania.

## Geografia fisica
Il comune di Monte San Giacomo è situato alle pendici del Monte Cervati. Si estende su una superficie di 51,45 km² ed è posto ad un'altitudine di 668 metri sul livello del mare.
- Classificazione sismica: zona 2 (sismicità media), Ordinanza PCM. 3274 del 20/03/2003.

## Storia
Dal 1811 al 1860 ha fatto parte del circondario di Diano, appartenente al distretto di Sala del regno delle Due Sicilie.
Dal 1860 al 1927, durante il regno d'Italia ha fatto parte del mandamento di Teggiano, appartenente al circondario di Sala Consilina.

## Monumenti e luoghi d'interesse

### Architetture religiose
- Chiesa madre di San Giacomo Apostolo (XVI secolo)
- Santuario di Sant'Anna
- Chiesa di Sant'Antonio (1717)
- Chiesa di Nostra Signora di Costantinopoli, nota come Madonna dei Cerri
- Cappella di San Gaetano (XVIII secolo)
- Cappella di San Nicola
- Cappella della Madonna di Loreto

### Architetture civili
- Fontana (XVI secolo)
- Antico Campanile (XVI secolo)
- Palazzo Marone (Basso Medioevo)
- Arco d'ingresso alla Villa Comunale (1863)
- Biblioteca comunale "Gherardo Marone"
- Archeodromo dei Vallicelli

### Siti archeologici
- La Grotta dei Vallicelli è un sito archeologico dove è stata attestata la presenza umana sin da 50 000 anno fa, quando i Nanderthal lo utilizzavano per la lavorazione della cacciagione. Le evidenze archeologiche attestano che il sito fu frequentato anche dall'uomo moderno dal neolitico fino all'età del Bronzo.[4]

### Aree naturali
- Grotta del Munaciello
- Inghiottitoio del Pian di Varlacarla

## Società

### Evoluzione demografica
Abitanti censiti

### Etnie e minoranze straniere
Al 31 dicembre 2007 ad Monte San Giacomo risultano residenti 28 cittadini stranieri.

### Religione
La maggioranza della popolazione è di religione cristiana appartenenti principalmente alla Chiesa cattolica; il comune appartiene alla forania di Teggiano-Sala, della diocesi di Teggiano-Policastro, ed ha una parrocchia:
- San Giacomo Apostolo

L'altra confessione cristiana presente è quella protestante con una comunità:
- Chiesa evangelica dei fratelli[8]

## Cultura

### Cucina
Il piatto tipico è il patan' e cicc. È un pesto di patate e fagioli stufati cui viene aggiunta della paprica. Si gusta con peperoni rossi secchi fritti. La sua origine si perde nell'antica cultura gastronomica della comunità sangiacomese.

## Economia
L'economia si basa su posti di lavoro da impiegato e operaio, ma ancora ci sono contadini che hanno bestiame e coltivano il terreno.

## Infrastrutture e trasporti

### Strade
- Strada provinciale 72/a Innesto SP 78-Monte S.Giacomo.
- Strada provinciale 72/b Monte S.Giacomo-Raccio.
- Strada provinciale 78 Innesto SP 11(Silla)-Sassano.
- Strada provinciale 121 Innesto SP 78(Sassano)-Monte S.Giacomo.

## Amministrazione

### Sindaci
| Periodo        | Periodo        | Primo cittadino  | Partito                               | Carica  | Note |
| -------------- | -------------- | ---------------- | ------------------------------------- | ------- | ---- |
| 6 giugno 1993  | 27 aprile 1997 | Raffaele Accetta | PSI                                   | Sindaco |      |
| 27 aprile 1997 | 13 maggio 2001 | Raffaele Accetta | sinistra                              | Sindaco |      |
| 13 maggio 2001 | 28 maggio 2006 | Franz Nicodemo   | centro-sinistra                       | Sindaco |      |
| 29 maggio 2006 | 15 maggio 2011 | Franz Nicodemo   | lista civica                          | Sindaco |      |
| 16 maggio 2011 | 3 ottobre 2021 | Raffaele Accetta | lista civica Continuità e Progresso   | Sindaco |      |
| 4 ottobre 2021 | in carica      | Angela D'Alto    | lista civica Monte San Giacomo Futura | Sindaca |      |

### Altre informazioni amministrative
Il comune fa parte della comunità montana Vallo di Diano.
Le competenze in materia di difesa del suolo sono delegate dalla Campania all'autorità di bacino interregionale del fiume Sele.